# غيليس ماير
غيليس ماير هو لاعب هوكي الجليد كندي، ولد في 24 أغسطس 1930 في أوتاوا في كندا، وتوفي في 29 سبتمبر 2015.

## وصلات خارجية
- غيليس ماير على موقع دوري الهوكي الوطني (الإنجليزية)
- غيليس ماير على موقع قاعة مشاهير الهوكي (لاعب أن.إتش.أل) (الإنجليزية)
- غيليس ماير على موقع EliteProspects.com (الإنجليزية)
- غيليس ماير على موقع HockeyDB.com (الإنجليزية)
- غيليس ماير على موقع Hockey-Reference.com (الإنجليزية)